# 596996 Suhantzong
596996 Suhantzong este o planetă minoră (asteroid) din centura de asteroizi. A fost descoperită pe 27 august 2006 la Lulin Observatory⁠(d) de . 
Obiectul prezintă o orbită caracterizată de o semiaxă mare de 2,814078478767 UAi, o excentricitate de 0,098896134327017, o înclinație de 16,800701957309 ° în raport cu ecliptica.